# Pièce montée
Uma pièce montée (pronúncia [pjɛs mɔ̃te]; do francês, literalmente "peça montada", plural pièces montées) é um tipo de peça central de confeitaria decorativa em uma forma arquitetônica ou escultural usada para banquetes formais e feita de ingredientes como "pasta de confeiteiro" (pasta de açúcar ou escultura fondant), nougat, maçapão e açúcar fiado. Embora os ingredientes sejam tipicamente comestíveis, sua finalidade é principalmente decorativa e muitas vezes não devem ser consumidos. Estão associados a chefs clássicos franceses, como Carême, que estudou arquitetura e é creditado por dizer, referindo-se apièces montées, que a arquitetura é a mais nobre das artes, e a pastelaria a mais alta forma de arquitetura.

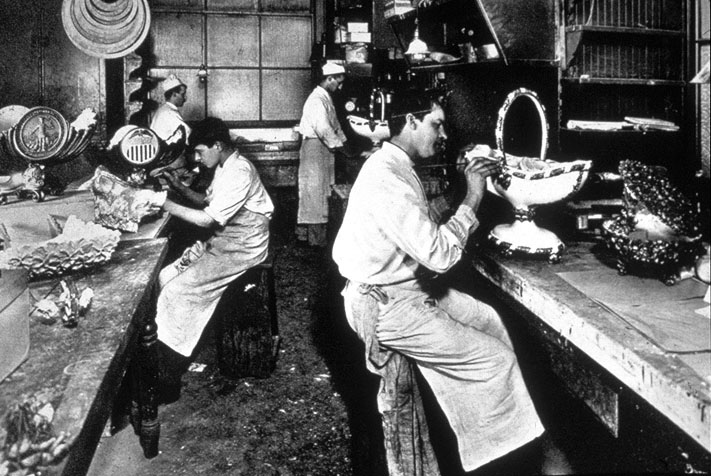
Pièces montées para um banquete sendo preparado na cozinha do Delmonico's Restaurant em Nova Iorque em 1902

O termo pièce montée é às vezes usado para se referir à sobremesa também conhecida como croquembouche, um conjunto de profiteroles de massa choux (ou ocasionalmente outros tipos de massa) grudados junto com caramelo ou com açúcar fiado em uma forma alta, geralmente cônica. Ao contrário do tipo de pièce montée descrito acima, é para ser comido; na França, tradicionalmente é servido em festas que celebram casamentos e batizados.